# Thomas Ashby
Pour les articles homonymes, voir Ashby.
Thomas Ashby (né le 14 octobre 1874 dans le Middlesex, mort le 15 mai 1931) est un archéologue britannique.
Il fut le premier membre de la British School at Rome en 1902 et son troisième directeur en 1925.
S'intéressant aux antiquités romaines à partir de 1897, il écrit son premier article en 1898 (The true site of Lake Regillus). Profitant du fait que la ville de Rome est en travaux, Ashby écrit une série de rapports sur les fouilles dans Classical Review (1899–1906) et The Times.
Ashby  a produit une série d'études topographiques détaillées des routes romaines en Italie, rassemblées dans l'ouvrage The Roman Campagna in classical times (1927, republié en 1970 et une édition en Italie en 1982), et des études sur les aqueducs dans la ville de Rome, publiée par The Classical Review en 1900.
Il a beaucoup photographié Rome et l'Italie, aussi bien les ruines antiques que les bâtiments modernes. Sa collection de photographies est conservée à la British School at Rome.